# Campylopus subporodictyon
Campylopus subporodictyon är en bladmossart som beskrevs av Bruce H. Allen och Robert Root Ireland 2002. Campylopus subporodictyon ingår i släktet nervmossor, och familjen Dicranaceae. Inga underarter finns listade i Catalogue of Life.